# Centralpostbygningen
Centralpostbygningen er en bygning i København, der blev opført som hovedsæde for Post- og Telegrafvæsenet i 1909-1912 og som tidligere fungerede som hovedsæde for Post Danmark. Bygningen er omkranset af gaderne Tietgensgade, Bernstorffsgade, jernbaneterrænet på Vesterbro og ligger nær Vestre Elværk samt Københavns Hovedbanegård. Centralpostbygningen er opført i en fransk inspireret nybarok stil og tegnet af DSB-arkitekten Heinrich Wenck, som også tegnede den nærliggende Københavns Hovedbanegård. Centralpostbygningen blev indviet 22. september 1912.
Da de indre dele af bygningen er ombygget i flere omgange, har den ikke kunnet fredes, men har dog høj bevaringsværdi.
I 2016 blev bygningen solgt til Nordic Choises Hotel, der renoverede den og omdannede den til luksushotellet Villa Copenhagen. Hotellet åbnede 1. juli 2020.

## Historie
Centralpostbygningen afløste den gamle postgård, Post- og Befordringsvæsenets hovedsæde, på Købmagergade. Et nyt hovedsæde var blevet nødvendigt, da mængden af post var vokset eksplosivt igennem den sidste halvdel af 1800-tallet, og da den ny teknologi, telegrafen, var kommet til. Man valgte at anlægge bygningen ved banen og Københavns Hovedbanegård, da jernbanen var blevet postvæsenets foretrukne transportmiddel. På daværende tidspunkt var postvæsenet Statsbanernes største kunde.
Arkitekten Heinrich Wenck var selv meget mere tilfreds med Centralpostbygningen end med Københavns Hovedbanegård som han også havde tegnet. Til gengæld blev postbygningen i offentligheden døbt "toiletslottet", fordi der var ødslet med tidens nye bekvemmeligheder – indlagt elektricitet, et utal af telefoner, centralvarme og ikke mindst mange toiletter. I det indre blev der brugt udsøgte materialer som teaktræ og mahogni. Murermester var Olaus Mynster.

## Arkitektur
Bygningens dimensioner er store: Facaden mod Tietgensgade er 48 meter lang, og sidefløjen mod Bernstorffsgade (dengang Tømmerpladsgade) måler 115 meter. Bevillingen til byggeriet lød på 2,3 millioner kroner – regningen blev på 2,5 millioner kroner (i datidens mønt). Blankmursfacaderne i røde mursten, der hæver sig på en sokkel af granit, er udsmykket med sandstens- og granitskulptur udført af Anders Bundgaard, taget er blåglaseret mansardtag, hvor kviste og spir er udført i kobber. Bygningen er et monumentalt, firefløjet anlæg i fire etager omkring en mindre gård og bag dette et T-formet anlæg, som omslutter en større, indre gård, der lukkes mod Bernstorffsgade ved en én-etages fløj. Mod baneterrænet har bygningen grundet det skrånende terræn ydermere en underetage, hvorfra der gennem en nu blændet tunnel har været forbindelse til Hovedbanegården. Den korte hovedfacade, hvor de repræsentative rum er placeret, ligger mod Tietgensgade og accentueres ved en tre fag bred risalit med kolossalpilastre i sandsten og en knækket segmentgavl med sandstensrelieffer. Hertil kommer hovedgesims, indfatninger af porte, døre og vinduer i sandsten samt sandstensbalustre og -vaser mod Bernstorffsgade.

## Frimærker
Centralpostbygningen er motiv på det første danske særfrimærke, der blev udgivet d. 12. september 1912 i anledning af bygningens indvielse. Dette frimærke blev i 1987 brugt som motiv på et såkaldt frimærke på frimærke udgivet i anledningen af frimærkeudstillingen HAFNIA '87, og 75-året for Centralpostbygningens indvielse. Den 12. september 2012 blev der i anledning af 100-året for Centralpostbygningens opførelse udgivet endnu et dansk særfrimærke med Centralpostbygningen som motiv.